# Elliniki Lysi
Elliniki Lysi (Abkürzung: EL, griechisch Ελληνική Λύση ‚Griechische Lösung‘) ist eine rechtspopulistische griechische politische Partei. Sie wurde am 28. Juni 2016 vom früheren LAOS-Mitglied Kyriakos Velopoulos gegründet, der seitdem ihr Vorsitzender ist. Die Partei gewann bei der Europawahl 2019 in Griechenland 4,2 % der Stimmen und ist seitdem mit einem Abgeordneten im Europäischen Parlament vertreten. Bei der Wahl zum 
griechischen Parlament am 7. Juli 2019 erhielt die Partei 3,7 % der Stimmen und zog mit 10 Abgeordneten ins griechische Parlament ein. Bei den Parlamentswahlen im Mai 2023 konnte die Partei ihren Stimmanteil auf 4,45 % erhöhen.

## Wahlergebnisse

### Wahlen zum Griechischen Parlament
| Ergebnisse | Ergebnisse    | Ergebnisse    | Ergebnisse | Ergebnisse |
| Jahr       | Stimmenanzahl | Stimmenanteil | Sitze      |            |
| ---------- | ------------- | ------------- | ---------- | ---------- |
| 2019       | 208.805       | 3,7 %         | 10         |            |
| Mai 2023   | 262.529       | 4,45 %        | 16         |            |
| Juni 2023  | 231.491       | 4,44 %        | 12         |            |

### Wahlen zum Europäischen Parlament
| Ergebnisse | Ergebnisse    | Ergebnisse    | Ergebnisse | Ergebnisse |
| Jahr       | Stimmenanzahl | Stimmenanteil | Sitze      |            |
| ---------- | ------------- | ------------- | ---------- | ---------- |
| 2019       | 236.349       | 4,2 %         | 1          |            |
| 2024       | 369.727       | 9,3 %         | 2          |            |